# Aphilopota nubilata
Aphilopota nubilata är en fjärilsart som beskrevs av Louis Beethoven Prout 1939. Aphilopota nubilata ingår i släktet Aphilopota och familjen mätare. Inga underarter finns listade i Catalogue of Life.